# Smeekschrift der Edelen

Aanbieding van het Smeekschrift van de edelen, Frans Hogenberg.

Hendrik van Brederode biedt Margaretha van Parma het Smeekschrift der Edelen aan.

Het Smeekschrift der Edelen was in de Nederlanden tijdens het voorspel van de Tachtigjarige Oorlog, een verzoekschrift dat ongeveer 200 edelen, verenigd in het Eedverbond der Edelen onder leiding van Hendrik van Brederode, op 5 april 1566 aanboden aan de landvoogdes Margaretha van Parma. 
Het was opgesteld in het Frans door Jan van Marnix, broer van Filips van Marnix van Sint-Aldegonde. Brederode en Lodewijk van Nassau brachten correcties aan, waarna het ondertekend is en vertaald is in het Nederlands en in het Duits.
Tijdens de bruiloft van Alexander Farnese, de zoon van landvoogdes Margaretha, verschaften de edelen zich toegang tot het Paleis op de Koudenberg en overhandigden hun smeekschrift aan de landvoogdes. Dit veroordeelde de Inquisitie in felle bewoordingen en dreigde nauwelijks verholen met gewapende opstand als er geen einde zou komen aan de vervolging. Toch keerde het smeekschrift zich voor het overige niet tegen het gezag van koning, regering of kerk. 
Tijdens de aanbieding van het smeekschrift werden de edelen voor het eerst neerbuigend Geuzen genoemd door Karel van Berlaymont.
Margaretha stemde in met een opschorting van de plakkaten terwijl een afvaardiging van de Staten het verzoekschrift zou overhandigen aan Filips II van Spanje. Ondertussen reisde Brederode de Nederlanden af om nog meer edelen achter het smeekschrift te scharen. Er werden steundemonstraties georganiseerd door de bevolking van Amsterdam, Haarlem en andere steden.
De lutheranen en calvinisten maakten gebruik van de opschorting om zich openlijk te manifesteren. De zogenaamde hagenpreken van 1566 namen een aanvang in West-Vlaanderen en verspreidden zich snel naar Antwerpen, Breda, Haarlem en Amsterdam, en vandaar verder naar Friesland. Een koortsachtige verwachting van geestelijke vernieuwing nam bezit van het land. De opgehoopte spanning uitte zich in de Beeldenstorm, die overigens door vele protestanten is veroordeeld.
Het Smeekschrift had verder, evenals het tweede (30 juli 1566) en het derde Smeekschrift (februari 1567), geen praktisch resultaat. Veel ondertekenaars van het Smeekschrift zijn in 1568 op gezag van de landvoogd Alva ter dood veroordeeld en geëxecuteerd.

## Uittreksel

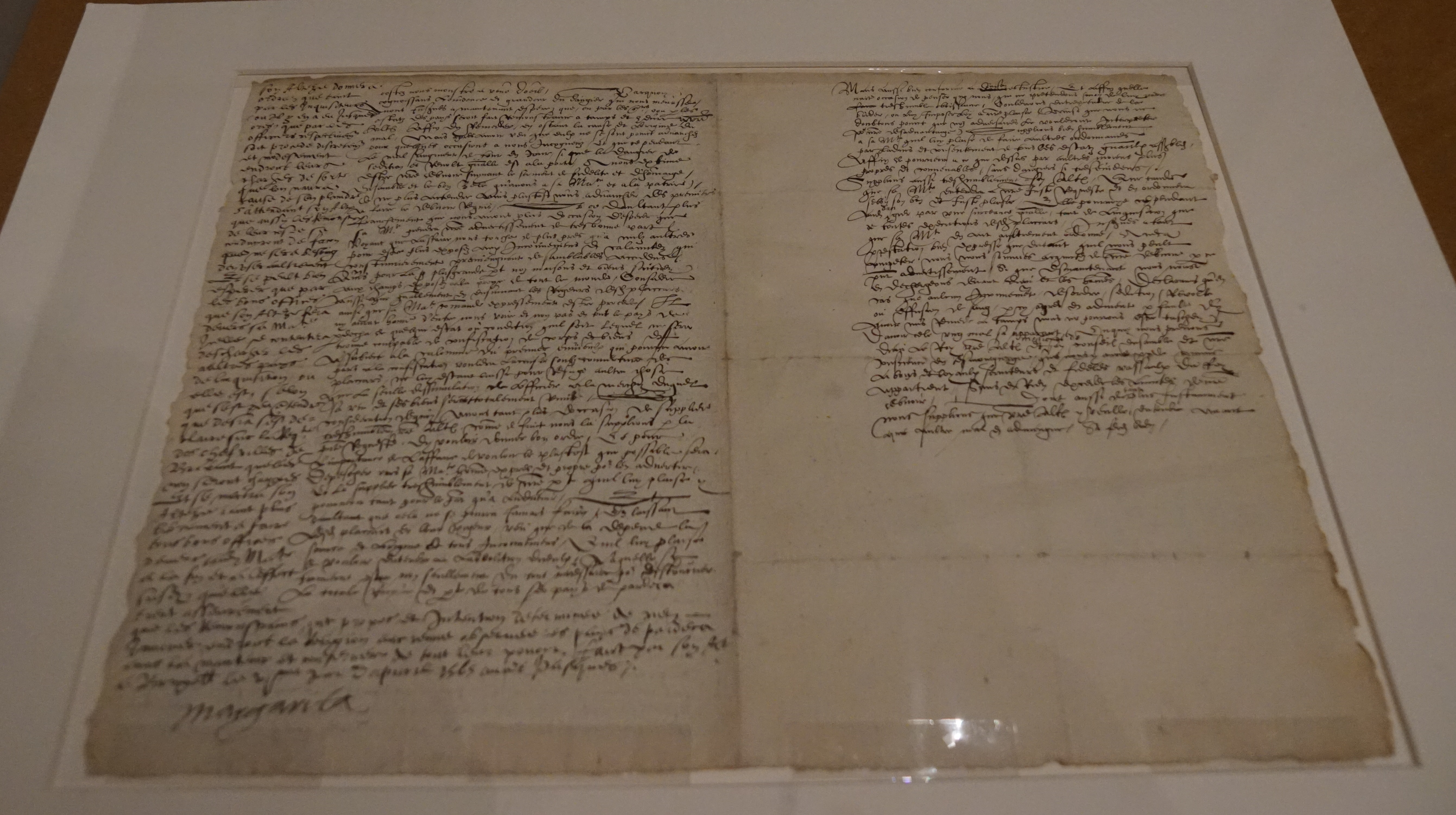
Het smeekschrift der edelen met Margaretha's belofte links in de kantlijn.

Ter aenschou van 't welk wy te meer oorsake hebben om uwer Hoogheit in aller ootmoedigheit te bidden (gelijk wy ook metter daet by dese tegenwoordige requeste doen) hier in wel te willen voorsien, en overmits niet weinig daer aen gelegen is, also heaest alst immer mogelijk is aen sijn Coninklijke Majesteit eenen nutten en bequamen persoon te senden en uit te maken, om de selve sulx te adverteren, en van onsent wegen in aller gehoorsaemheit bidden, dat hem believe hier in geheel en al voor nu en voor namaels te versien: maer mits 't selfde niet geschieden en kan, also lange als de placcaten stand grijpen, en haer rigeur houden, aengesien dat den oorspronk van alle dese inconvenienten daer uit komen, dat de selve Coninklijke Majesteit gelieve te verstaen dat de voorsz placcaten geaboleert en te niete gedaen werden: want sulx sal bevonden worden van noden te zijn, om te beletten de bederffenisse en verlies van alle dese Nederlanden van herwaerts-over, en ook de reden en rechte gelijkmatig.